# Liste des parcs de loisirs d'Asie
Liste des parcs d'attractions d'Asie.

## Arabie saoudite
- Giant Fun Abha, Abha, Asir
- Castle Park, Dhahran

### Ach-Charqiya
- Giant Fun Al Khobar, Khobar

Dammam
- Marina Mall
- Saudi Amusement Centers

### La Mecque
- Happy Land, Yanbu

Djeddah
- Al-Sawary Mall
- Al-Shallal Theme Park
- Giant Fun Jeddah
- Jungle Land

### Riyad
- Al Hokair Land Theme Park
- Al-Hamrah Entertainment Village
- Al-Rawdah Sharaco Amusement Park

## Arménie

### Erevan
- Haghtanak Park
- Luna Park
- Play City

## Bahreïn
- Chakazoolu Indoor Theme Park, Sanabis
- Lost Paradise of Dilmun, Sakhir

### Manama
- Ain Adhari National Park
- Water Garden Salmaniya

## Bangladesh

### Dhaka
- Fantasy Kingdom
- Shishu Park

### Chittagong
- Foys Lake Concord Amusement World

## Birmanie

### Rangoon
- Shukhinthar Amusement Park and Bowling
- Jardin zoologique de Rangoun

## Brunei
- Jerudong Park, Jerudong

## Cambodge
- Koh Kong Safari World, Koh Kong International Resort Club, Koh Kong

## République populaire de Chine

### Pékin
- Beijing Amusement Park
- Beijing Shijingshan Amusement Park
- Happy Valley
- Sun Park
- World Chocolate Wonderland

### Anhui
- Fantawild Adventure Wuhu, Wuhu, Anhui
- Fantawild Dream Park, Wuhu, Anhui
- Zheshan Park, Wuhu, Anhui
- Jinling Happy World, district de Jin'an, Anhui

### Fujian
- Fantawild Dream Park Tong'an, Tong'an, Xiamen
- Quanzhou Amusement Park, Quanzhou
- Zuohai Park, Fuzhou

### Guangdong
- Amazing World, Dongguan
- Fantawild Adventure Shantou, Shantou
- Zhongshan's Paradise, Zhongshan

Ville nouvelle de Hengqin
- Chimelong International Ocean Tourist Resort :
  - Chimelong Ocean Kingdom

Guangzhou
- Guangzhou Chimelong Tourist Resort :
  - Chimelong Paradise
  - Chimelong Waterpark
  - Chimelong Safari Park
  - Chimelong Birds Park
- Dongfang Amusement Park
- Nanhu Amusement Park
- Sun Island Amusement Park

Shenzhen
- Donghu Park
- Happy Valley
- Honey Lake Chine Amusement Park
- Minsk World
- OCT East
- Splendid China Folk Village
- Window of the World

Zhuhai
- Chimelong Ocean Kingdom
- Mysterious Island
- Pearl Land

### Guangxi
Guilin
- Crown Cave
- Guilin Merryland Theme Park
- Seven Star Park

### Hainan
- Dream Park, Haikou
- Hainan Ocean Paradise, Lingshui (prévisionnel)

### Hebei
- Lertao Ocean Kingdom, Qinhuangdao

### Heilongjiang
- Harbin Amusement Park, Harbin

### Henan
Zhengzhou
- Fantawild Adventure Zhongmu, Zhongmu
- Century Amusement Park
- Zhengzhou People's Park

### Hubei
- Dongshan Park, Yichang
- Happy Valley, Wuhan
- Wuhan Zhongshan Park, Wuhan

### Hunan
Changsha
- Martyr's Park

Zhuzhou
- Fantawild Adventure Zhuzhou

### Jiangsu
- China Dinosaurs Park, Changzhou
- Suzhou Amusement Land, Suzhou
- World Joyland, Wujin

### Jiangxi
- Baohulu Farm, Ganzhou

### Liaodong
Dalian
- Dalian Isle
- Laodong Park

### Liaoning
Shenyang
- Fantawild Adventure Shenyang

### Macao
- Macau Fisherman's Wharf, Péninsule de Macao

### Shaanxi
Xi'an
- Xian North Children Park
- Xian Wei Yang Park

### Shandong
- Daminghu, Jinan
- Fantawild Adventure Taishan, Taishan, Tai'an
- Weifang Fuhua Amusement Park, Weifang

Qingdao
- Fantawild Dream Kingdom
- Grandlink World

### Shanghai
- American Dream Park
- Happy Valley, Sheshan, Songjiang
- Jin Jiang Action Park
- Shanghai Disney Resort :
  - Shanghai Disneyland
- Shanghai Haichang Ocean Park

### Sichuan
- Happy Valley, Chengdu
- Fantawild Sci-Fi Theme Park, Jiangbei, Chongqing

### Tianjin
- Happy Valley, Dongli
- Tianjin Amusement Park, Hexi
- Victory Kingdom, Wuqing

### Yunnan
Kunming
- Da Guan Lou Park
- Kunming Amusement Park

### Zhejiang
- Harborland, Ningbo
- Six Flags Zhejiang, Xian de Haiyan (prévisionnel)

Hangzhou
- Future World

### Xinjiang
- Yining Amusement Park, Yining

## Corée du Nord

### Pyongyang
- Kaeson Youth Park
- Mangyongdae Funfair
- Taesongsan Funfair

## Corée du Sud
- Janggae Resort, Okcheon, Chungcheongbuk-do
- Fill Land, Boryeong, Chungcheongnam-do
- Fantasia, Jeju, Jeju-do

### Pusan
- Amusement Land
- Jayuland Park, Taejongdae
- Kumgang Park
- Me World
- Seongjigok Land
- Sky Plaza

### Daejeon
- Kumdori Land, Yuseong-gu
- Zooland

### Daegu
- Dongchon Amusement Park
- Greenland
- Woobang Towerland

### Gangwon
- Chiaksan Dreamland, Wonju
- Goseokjeong Land, Cheorwon
- Sorak Plazaland, Sokcho

### Gyeonggi
- Kwangju Family Land, Gwangju
- Pyeonghwa Land, Paju
- Seoul Land, Kwachon
- Wonder Zone, Bucheon

Suwon
- Greenland
- Woncheon Lake Land

Yongin
- Doocoland
- Everland Resort

### Gyeongsangbuk
- Geumo Land, Gumi
- Kyongju World, Gyeongju
- Tongdo Fantasia, Yangsan

### Gyeongsangnam
- Bugok Hawaii, Geomun, Bugok
- Gayaland, Gimhae
- Jinhae Parkland, Jinhae
- Okpo Land, Okpo

### Incheon
- Marine World
- Songdo Resort

### Séoul
- Children's Grand Park, Seongdong-gu
- Dreamland
- Lotte World

## Émirats arabes unis

### Abou Dabi
- Ferrari World Abu Dhabi, Île de Yas, Abou Dabi
- Foton World Fun Fair
- Hili Fun City, Al Ain
- ToyTown
- Warner Bros. World Abu Dhabi, Île de Yas, Abou Dabi
- Yas Waterworld, Île de Yas, Abou Dabi

### Charjah
- Adventureland
- Antics Land
- Foton World

### Dubaï
- Al Nasr Leisureland
- Dubaïland
- Encounter Zone
- Hub Zero
- IMG Worlds of Adventure
- Lady's Park
- Legoland Dubai
- Motiongate Dubai
- Space City
- Wild Wadi Water Park
- Wonderland

## Géorgie
- Borjomi Park, Borjomi, Samtskhe-Djavakheti

## Guam
- Funtastic Park, Dededo

## Hong Kong
- Hong Kong Disneyland, Lantau
- Ma Wan Park, Lantau
- Ocean Park, Île de Hong Kong

## Inde

### Rajasthan
- Fun City, Jaipur

### Uttar Pradesh
- Fun City, Bareilly

### Delhi
- Appu Ghar, New Delhi
- Metro Walk, Rohini

### Gujarat
- Ajwa Fun World & Resort, Vadodara
- Fun World, Rajkot
- Joy-En-Joy Amusement Park, Surat

### Karnataka
Bangalore
- Fun World
- Neeladri Amusement & Water Park
- Sammy's Dreamland, Carmelaram
- Wonderla (en)(site), trois parcs :
  - À Cochin, ouvert en 2000 sous le nom de Veegaland
  - À Bangalore, ouvert en 2005
  - À Hyderabad, ouvert en 2016

Mysore
- GRS fantasy park

Dakshina Kannada
- Manasa water park

### Kerala
- Happyland water theme park, Vembayam, Thiruvananthapuram
- Veega Land, Ernakulam

Chalakudy
- Dream world water theme park
- Silver Storm Water Theme Park

### Maharashtra
- Essel World, Bombay
- Fantasy Land
- Tikuji-ni-wadi, Thane
- Appu ghar pune
- Dolphin water park

### Tamil Nadu
- MGM Dizzee World, Chennai
- VGP Universal Kingdom, Chennai
- Queen's Land, Chennai
- Dash N Splash, water park in Chennai
- Kishkinta, Chennai
- Black Thunder, Mettupalayam
- Kovai Kondattam, Perur
- Athisayam, Madurai

### Bengale-Occidental
Calcutta
- Aquatica
- Nicco Park

## Indonésie
- Waterbom Park, Tuban, Bali
- Wonderia, Medan, Sumatra du Nord
- Greenhill City Theme Park, Sumatra du Nord
- Mikie Holiday Theme Park, Sumatra du Nord
- Pantai Cermin Water Theme Park, Sumatra du Nord

### Java oriental
- Jawa Timur Park, Batu
- Taman Remaja, Surabaya
- Taman Safari Indonesia II, Prigen

### Jakarta
- Mall of Indonesia
- Puri Indah Mall
- Ancol Dreamland
  - Dunia Fantasi
  - Gelanggang Samudera
  - SeaWorld
- Taman Mini Indonesia Indah

### Java occidental
- Taman Safari Indonesia, Bogor
- Waterboom, Cikarang

### Célèbes
- Trans Studio Resort, Makassar

## Iran

### Ahvaz
- Ahvaz Big City Game
- Omid Park
- Persian Gulf Park
- People Park (Ahvaz)
- Roshanak Park
- Ziba Park

### Ispahan
- Isfahan Big City Game
- Naghshe Jahan Park
- Imam Park
- Yad Park
- Isfahan Pupolar Park
- Isfahan National Park
- Peshvak Park
- Nasim Park
- Women Park (Ispahan)
- Men Park (Ispahan)
- Tourism Park
- Farda Park
- Children Park (Ispahan)
- Eman Park
- Rahbar Park
- Army Park
- People Park (Ispahan)
- South Isfahan Park
- North Isfahan Park

### Kerman
- Kerman Big City Game
- Bam Park
- Kerman Pupolar Park
- Kerman National Park
- Children Park (Kerman)

### Mashhad
- Kuhestan Amusement Park
- Imam Reza Park
- Children Park (Mashhad)
- Women Park (Mashhad)
- Men Park (Mashhad)
- Mashhad Pupolar Park
- Mashhad National Park
- Mashhad Pupolar Jungle
- East Park
- West Park

### Rasht
- Rasht Big City Game
- Lahijan Park
- Langerud Park
- Pupolar Gilan Jungle
- Gilan Pupolar Park
- Gilan National Park
- Estakhr Park
- Sardar Jungle Park
- Bandar-e Anzali Park
- Caspian Park
- Imam Khomeini Park
- Gilan Jungle 1
- Gilan Jungle 2
- Gilan Jungle 3

### Sari
- Sari Pupolar Park
- Sari National Park

### Tabriz
- Baghlar Baghi
- Shah-Goli Amusment Park

### Téhéran
- Pupolar Big City Game
- Pupolar Park
- Pupolar Zoo
- Shahr-e Bazi
- Chitgar Park
- Gheytarieh Park
- Jahan-e Kudak Park
- Jamshidieh Park
- Laleh Park
- Mellat Park
- Niavaran Park
- Park-e Shahr
- Children Park (Téhéran)
- Women Park (Téhéran)
- Men Park (Téhéran)
- Milad Big Park
- Saei Park
- Shatranj Park
- Lavizan Forest Park
- Vard-Avard Forest Park
- Khajeer National Park
- Happy Children House
- Kaveer National Park
- Lar Protected Natural Habitat
- Varjeen Protected Natural Habitat

## Irak
- Fun City, Bagdad
- Mosul Amusement Park, Mossoul, Ninawa

## Israël
- Luna Grand Park, Haifa
- Hafetz Hayim, Hafetz Haim (district sud)

### District nord
- EuroPark, Acre
- Park Ha'emek, Aksal

### Tel Aviv-Jaffa
- Luna Park
- MeirLand
- Superland, Rishon LeZion, Goosh Dan

## Japon

### Aichi
- Japan Monkey Park, Inuyama
- Kariya-shi Kōtsū Jidō Yūen, Kariya
- Lagunasia, Gamagōri
- Minami Chita Beach Land, Mihama (Chita)
- Toyohashi Non Hoi Park, Toyohashi

Nagoya
- Legoland Japan
- Nagoya Higashiyama Zoo, Chikusa
- PokéPark, Nakamura-ku

### Akita
- Ōmoriyama Zoo, Akita (Akita)

### Aomori
- Fantasy Dome
- Hachinohe Park

### Chiba
- Chiba Zoo Dream World, Chiba
- Hasunama Kaihin Park, Yamatake
- Mother Farm, Futtsu
- Tokyo Doitsu Mura, Sodegaura
- Yatsu Yūenchi, Narashino

Urayasu
- Tokyo Disneyland
- Tokyo DisneySea

### Ehime
- Baishinji Park, Matsuyama, Ehime

### Fukui
- Shibamasa World, Sakai
- Mikuni Wonder Land, Awara

### Fukuoka
- Dazaifu Yūenchi, Dazaifu
- Koinoura Leisure Center, Fukutsu
- Navel Land, Ōmuta

Fukuoka
- Kashiikaen, Higashi
- Uminonakamichi Seaside Park, Higashi

Kitakyūshū
- Itozu Zoo
- Space World, Yahata Higashi

### Fukushima
- Dreamland, Kōriyama
- Takakonuma Greenland, Date

### Gifu
- Sekigahara Menadland, Sekigahara
- Yōrō Park, Yōrō
- Enakyō Wonderland
- Greenpia Ena

### Gunma
- Gunma Safari Park, Tomioka
- Kappapia, Takasaki
- Kezōji Park, Isesaki
- Shibukawa Skyland, Shibukawa

### Hiroshima
- Kure Portopialand, Kure
- Miroku no Sato, Fukuyama
- Senkōchi Park, Onomichi

Hiroshima
- Hiroshima Natlie, Asakita
- Marina Circus, Nishi

### Hokkaidō
- Fantasy Dome Tomakomai, Tomakomai
- Kushiro Zoo, Kushiro
- Mitsui Greenland, Iwamizawa
- Rusutsu Resort, Rusutsu, Abuta
- « Sekitan no Rekishi Mura »(Archive.org • Wikiwix • Archive.is • Google • Que faire ?), Yūbari

Asahikawa
- Asahiyama Zoo
- Santa Present Park

Obihiro
- Glücks Königreich
- Obihiro Zoo

Otaru
- Dynalecx
- Otaru Expo

Sapporo
- Maruyama KidLand
- Teine Olympia, Teine

### Préfecture de Hyōgo
- Greenpia Miki, Miki
- Hanshin Park, Kōshien, Nishinomiya
- Onokoro, Awaji
- Takarazuka Family Land, Takarazuka
- Toy Kingdom, Tōjō

Himeji
- Himeji Central Park
- Tegarayama Yūen

Kobe
- Aliba City, Nishi
- Kobe Fruit and Flower Park
- Kobe Portopialand, Chūō
- Mosaic Garden, Chūō

### Ibaraki
Hitachi
- Kamine Park
- Pleasure Garden
- Hitachi Seaside Park

### Ishikawa
- Tedori Fish Land, Nomi
- Utopia Kaga no Sato, Kaga

### Iwate
- Iwayama Park Land, Morioka

### Kagawa
- New Reoma World (aka: Reoma World), Takamatsu

### Kagoshima
- Daguri Misaki Park, Shibushi

### Kanagawa
- Sagamiko Resort Pleasure Firest, Sagamihara

Yokohama
- Yokohama Hakkeijima Sea Paradise, Kanazawa
- Yokohama Cosmoworld

### Kumamoto
- Kumamoto Zoo, Kumamoto
- Mitsui Greenland, Arao

### Kyoto
- Amanohashidate View Land, Miyazu
- Nara Dreamland
- Shigureden, Kyōto

### Mie
- Nagashima Spa Land, Kuwana
- Parque España-Shima Spain Village, Shima
- Suzuka Circuit, Suzuka

### Miyagi
Sendai
- Benyland
- Sendai Highland
- Tōhoku Exhibition

### Miyazaki
Miyazaki
- Kodomo-no-Kuni
- Miyazaki City Phoenix Zoo

### Nagano
- Shirakaba-ko Family Park, Chikuma, Nagano

### Nagasaki
- Huis ten Bosch, Sasebo (Nagasaki)

### Nara
- Mt. Ikoma Amusement Park, Ikoma, Nara

### Niigata
- Fantasy Dome Seiro, Seirō, Kitakanbara
- Myoko Sunshine Land, Jōetsu
- Suntopia World, Agano

### Ōita
- Harmonyland, Hiji, Hayami District
- Kijima Amusement Park

Beppu
- Kijima Amusement Park
- Utopia Shidaka
- Wonder Rakutenchi

### Okayama
- Hiruzen Kōgen Center, Maniwa
- Omocha Ōkoku, Tamano
- Sky Garden
- Washūzan Highland, Kurashiki

### Ōsaka
- Expoland, Suita
- Fantasy Dome Kishiwada, Kishiwada
- Parc Hirakata
- Kansai Cycle Sports Center, Kawachinagano
- Misaki Park
- Rinkū Park, Izumisano
- Sayama Park, Osakasayama

Ōsaka
- Festivalgate
- Universal Studios Japan

### Saitama
- Musahi-No Mura, Kazo
- Seibuen Amusement park, Tokorozawa
- Tobu Zoo Park, Shiraoka, Minamisaitama

### Shiga
Ōtsu
- Biwako Paradise
- Biwako Tower
- Nango Suisan Center

### Préfecture de Shizuoka
- Atami Kōrakuen Yūenchi Apio, Atami
- GrinPa, Susono
- Izu Biopark, Higashiizu, District de Kamo (Shizuoka)
- Izu Granpal Park, Itō
- Thrill Valley (aka: Odakyū Gotemba Family Land), Gotenba

Hamamatsu
- Hamanako Pal Pal
- Okuyama Kōgen

Numazu
- Izu Mito Sea Paradise, où un requin-baleine a pu être conservé quelque temps dans une baie annexe.

### Tochigi
- Nasu Highland Park, Nasu

Utsunomiya
- Tochinoki Family Land
- Utsunomiya Zoo

### Tokushima
- Tokushima Familyland, Tokushima
- Yoshinogawa Yūenchi, Yoshinogawa

### Tōkyō
- Arakawa Park, Arakawa
- Parc Hanayashiki, Taitō
- Sanrio Puroland (Tama (Tōkyō))
- Tokyo Dome City
  - Tokyo Dome City Attractions, Bunkyō
- Tokyo Summerland （Akiruno）
- Mega Web, Kōtō
- Namco Namja Town, Toshima
- Sanrio Puroland, Tama
- Tama Tech, Hino
- Tokyo SummerLand, Akiruno
- Toshimaen, Nerima
- Yomiuri Land, Inagi
- Aqua Stadium, Minato-ku
- Don Quijote,Minato-ku
- Joypolis,Minato-ku
- Neo Geo World Tokyo Bayside,Minato-ku
- Hanayashiki

### Toyama
- Mirage Land, Uozu, Toyama
- Toyama Family Park

### Wakayama
- Adventure World, Shirahama, Nishimuro
- Porto Europa, Arida

### Yamagata
- Lina World, Kaminoyama, Yamagata

### Yamaguchi
- Akiyoshidai Safari Land, Mitō, Mine
- Tokiwa Park, Ube

### Yamanashi
- Fuji-Q Highland, Fujiyoshida, Yamanashi

## Kazakhstan
- Astana City Park, Astana
- Atyrau Park, Atyraou, oblys d'Atyraou
- Aqtau Park, Aktaou, oblys de Manguistaou

### Almaty
- Ak Botah
- Erke Park
- Family Park
- Fantasy World

## Koweït

### Koweït
- - Showbiz City, Koweït
  - Magic Planet Indoor Park, the Avenues mall, Shuwiekh

### Al Jahra
- - Slayl Al Jahra Park, Al Jahra, Managed by United Entertainment & tourism co.
  - Marahland Kuwait, Sabahiya, Managed by United Entertainment & tourism co.
  - Entertainment City, Doha

### Hawalii
- - Hawalii Indoor and Outdoor park, Hawalii
  - Al-Sha'ab Leisure Park, Salmiya, Managed by United Entertainment & tourism co.

### Al Farwaniyah
- - Kuwait Magic, Al Mahbulah

## Liban
- Luna Park, Beyrouth

### Mont-Liban
- Dream Park, Jounieh
- Habtoorland, Jamhour Haret El Sit

## Malaisie

### Kuala Lumpur
- Berjaya Times Square Theme Park
- Kerry Leisureland
- Starlight Express

### Pahang
- Berjaya Hills Resort, Bukit Tinggi

Genting Highlands
- First World Plaza
- « Genting Theme Park »(Archive.org • Wikiwix • Archive.is • Google • Que faire ?)

### Selangor
- Mines Wonderland, Serdang
- Sunway Lagoon, Subang Jaya

### Kedah
- The Carnivall

### Malacca
- A' Famosa Resort

### Perak
- Lost World of Tambun
- Johor Bahru
- Legoland Malaysia

## Népal
- Dragon World, Katmandou

## Oman

### Mascate
- Foton World Fantasia
- Marah Land

## Ouzbékistan
- Parc de Tachkent, Tachkent

## Pakistan
- Ayub National Park, Rawalpindi
- Jinnah Park, Rawalpindi
- Jabees Funland, Karachi, Sind
- Aladdin Amusement Park, Gulshan-e-Iqbal, Karachi, Sind
- Sindbad, Faisalabad, Pendjab
- Joyland, Lahore
- Sozo Water Park Lahore

## Philippines
- Expo Pilipino, Ángeles, Pampanga
- Worlds of Fun, Cainta, Rizal
- Enchanted Kingdom, Santa Rosa City, Laguna
- Star City

### Metro Manila
- Manila Ocean Park
- Manila Zoo
- SM Science Discovery Center
- Storyland, Las Piñas City et Fairview
- X-Site Teen Amusement Center, Muntinlupa

### Quezon City
- Dreamscape
- Storyland

### Luçon
- Zoobic Safari
- Storyland, Batangas, San Lazaro et Marilao

### Visayas
- Storyland, Cebu et Iloilo

## Qatar
- Aladdin's Kingdom, Doha

## Singapour
- Escape Theme Park, Pasir Ris
- Wild Wild Wet, Pasir Ris
- Universal Studios Singapore, Sentosa

## Sri Lanka
- Leisure World, Kaluaggala, Province de l'Ouest
- Viharamahadevi Park, Colombo

## Taïwan
- Blue Lagoon, Kaohsiung
- Discovery World, Houli, Comté de Taichung
- Formosan Aboriginal Culture Village, Yuchih, Nantou
- Janfusun Fancyworld, Gukeng, Comté d'Yunlin
- Leofoo Village Theme Park, Guansi, Comté d'Hsinchu
- Ocean Park, Shoufong, Comté d'Hualien
- Shan Grira Paradise, Zaociao, Comté de Miaoli
- Water Space, Kenting National Park, Hengchun, Comté de Pingtung
- Window on China Theme Park, Longtan, Comté de Taoyuan

### Comté de Taipei
- Wild Duck, Sanchong
- Formosa WonderWorld, Bali
- Xingfu Amusement Park, Bitan, Hsintien

## Thaïlande

### Bangkok
- Dan Neramit (Magic Land), Phahloyothin, Chatuchak - Now defunct.
- Play Land, Dusit Zoo, Dusit
- Fantasia Lagoon, The Mall Shopping Center Bangkae, Bangkae
- Fantasia Lagoon, The Mall Shopping Center Bangkapi, Bangkapi
- Fun World, Future Park Plaza Bangkae, Bangkae
- Happy Land, Bangkapi - fermé en 2003
- Leoland, Central City Bangna, Bangna
- Safari World, Ramindra Km.9
- Siam Park City, Seri Thai
- Wonder World Fun Park, Ramindra Km.10
- Yoyoland, Seacon Square Srinakarin, Prawet

### Province de Chainat
- Suan Nok Chai Nat (Chai Nat Bird Garden), Khao Phlong

### Province de Chanthaburi
- Oasis Sea World, Laem Sing

### Province de Chiang Mai
- Chiang Mai Night Safari, Ratchaphruck, Mae Hia
- Chiang Mai Zoo, Suthep

### Province de Chonburi

#### Pattaya
- Pattaya Park Funny Land & Water Park, Jomtien Beach

### Province de Nakhon Ratchasima
- Fantasia Lagoon, The Mall Shopping Center Korat (Nakhon Ratchasima)

### Province de Pathum Thani
- Dream World, Rangsit Khlong 3
- Future World, Future Park Plaza Rangsit, Rangsit

### Province de Phuket
- Phuket Fantasea, Kamala Beach

## Turkménistan
- World of Turkmenbashi Tales, Achgabat

## Vietnam
- Hanoi Moon Park, Tây Hồ, Hanoi

### Hô-Chi-Minh-Ville
- Đầm Sen Park
- Suoi Tien